# Via Foria
Via Foria (AFI: /foˈria/) è una storica via di Napoli che delimita a nord il nucleo antico della città di Napoli. Parte da piazza Cavour e scende sino a Piazza Carlo III.
Famosa per la numerosa presenza di caratteristiche botteghe di antiquariato, la strada è lunga un chilometro esatto, attraversando i quartieri Stella, San Carlo all'Arena e San Lorenzo.
Foria deriva dalla corruzione di Forino (con cui si chiamava la strada dal XVIII secolo, mentre in precedenza la si indicava come strada di San Carlo all'Arena), cioè il principe di Forino che costruì l'omonimo palazzo, il primo di un nucleo di costruzioni nella zona.

## Storia

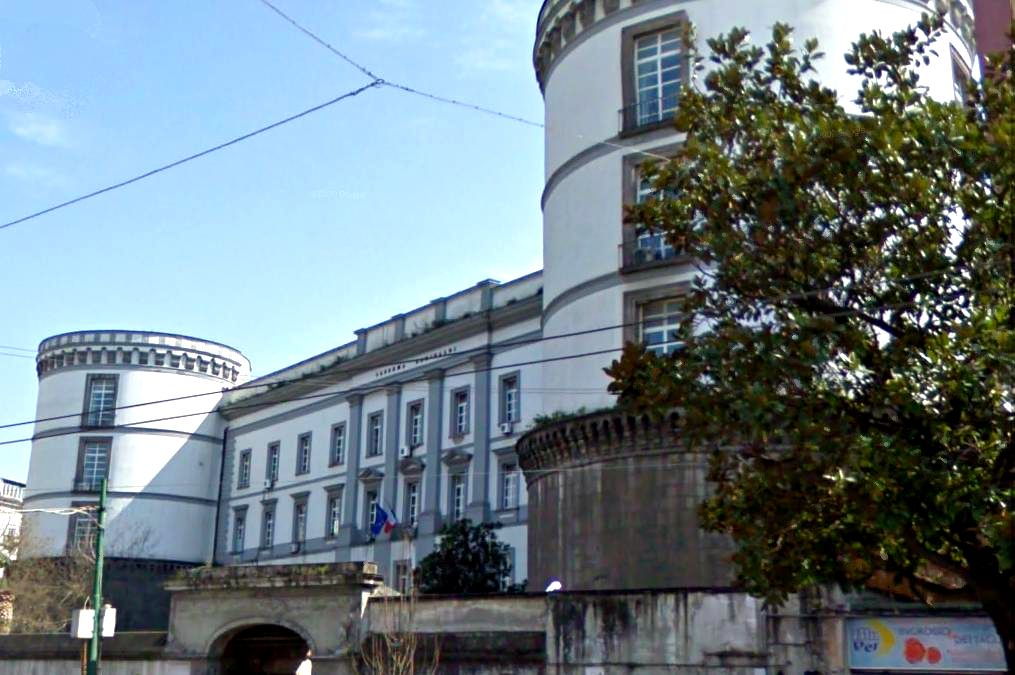
La caserma Garibaldi

La strada di Forino era niente altro che un grande lavinaio (un collettore di acque) che correva nei pressi della cortina settentrionale delle mura cittadine che fino all'epoca aragonese partendo da Caponapoli lambivano piazza Cavour e degradavano verso il Castel Capuano lungo il carbonarius, l'odierna via Carbonara.
Questo fossato accoglieva tutte le acque torrentizie (la cosiddetta lava) provenienti dalle colline sovrastanti come la Stella, il Moiariello, l'Infrascata, la Veterinaria e dai valloni della Sanità e dei Vergini. In particolare la lava dei Vergini era la più temuta e anche la più micidiale per via delle tante vittime che fece. Il fenomeno della lava terminò nel 1871 con la regolarizzazione delle acque piovane tramite collettore (anche se si ebbero molti anni più avanti alcuni straripamenti dovuti a cattiva manutenzione).
Nel XVI secolo Don Pedro di Toledo amplia le mura a nord; ne consegue da queste parti lo spostamento di porta San Gennaro e la costruzione della porta di Costantinopoli.
Nel XVII secolo lungo la strada si costruiscono alcuni edifici come la chiesa di San Carlo all'Arena e il palazzo Caracciolo di Forino.

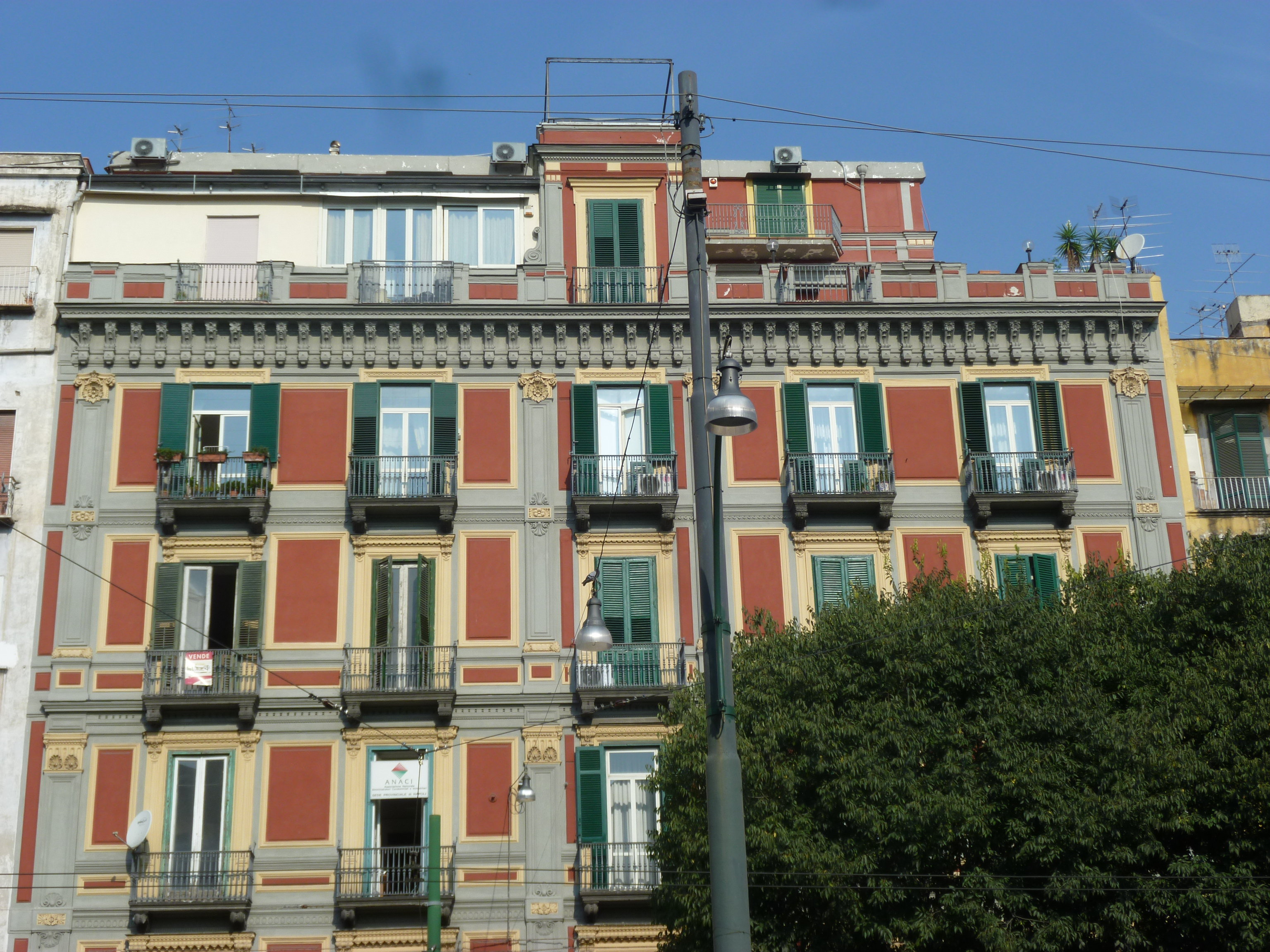
Particolare di un palazzo

Il boom edilizio avviene nel XVIII secolo, grazie anche alla lastricazione avvenuta precisamente tra il 1767 e il 1768: il palazzo Forino aveva degli splendidi giardini, parte dei quali furono espropriati a cittadini che cominciarono la costruzione dei loro edifici privati. Palazzo Forino, pur avendo perso parte dei suoi splendidi giardini, ebbe in compenso una ristrutturazione barocca che è quella visibile tuttora.
Di questo periodo sono la maggior parte dei palazzi che si ergono in via Foria e anche molte chiese come il rifacimento di quella di Sant'Antonio Abate.
Tra il 1810 e il 1812 Gioacchino Murat provvede a sistemare ulteriormente la via nonché il riempimento dei restanti fossati: i lavori di rettificazione vengono affidati a Stefano Gasse e a Gaetano Schioppa. Dal 1811 al 1814 si lavora per costruirne un prolungamento fino a Poggioreale (la strada nuova del campo) con progetto di Giuliano De Fazio sotto la supervisione di Luigi Malesci.
Restaurata la monarchia borbonica, si costruisce tra il 1846 e il 1849 un mercato di commestibili all'angolo con via Duomo su progetto di Francesco De Cesare, sul luogo della cosiddetta villa dei pezzenti, una passeggiata costruita nei primi del secolo, ma andata in rovina (da qui il nomignolo). Per circa cinquant'anni adibito alla vendita di alimentari, nel XX secolo fu sede di mercato di fiori fino al 1958, quando sarà abbattuto per fare posto ad un enorme edificio-torre, realizzato dall'imprenditore edile Mario Ottieri, che rovina la lineare altezza dei preesistenti edifici.
Si procede sempre su progetto del De Cesare, coadiuvato da Giuseppe Settembre, ad aprire la strada della Pietatella (oggi via Domenico Cirillo), collegamento con via Carbonara, a partire dal 1845 fino al 1856.

## Monumenti, Edifici storici e Luoghi di Interesse
- Palazzo in via Foria nn.68-73
- Palazzo Montemajor
- Chiesa di Santa Maria delle Grazie a Piazza Cavour
- Porta San Gennaro
- Palazzo dello Schiantarelli
- Chiesa di San Carlo all'Arena
- Palazzo Manzi
- Palazzo De Luteziis
- Caserma Garibaldi
- Palazzo Celenza
- Palazzo Ruffo di Castelcicala
- Palazzo Recupito Ascolese
- Palazzo Capuano

- Palazzo Vastarella
- Palazzo Zezza
- Palazzo De Franchis
- Chiesa di Santa Maria Addolorata dei Franchis
- Palazzo Pitocchi
- Palazzo Miccione
- Palazzo in via Foria n.222
- Palazzo in via Foria n.228
- Palazzo Lariano Sanfelice
- Palazzo in via Foria 242
- Orto Botanico di Napoli
- Chiesa di Sant'Antonio Abate
- Real Albergo dei Poveri